# (17380) 1981 EB10
A (17380) 1981 EB10 a Naprendszer kisbolygóövében található aszteroida. Schelte J. Bus fedezte fel 1981. március 1-jén.